# Radical Teacher
Radical Teacher ist eine sozialistische, feministische und antirassistische Zeitschrift, die Fragen der  Erziehung gewidmet ist. Sie wird dreimal im Jahr vom
Center for Critical Education Inc. herausgebracht. Die Zeitschrift wird von einem Kollektiv aus 50 Personen gestaltet und wurde 1975 gegründet.
Radical Teacher hat den Anspruch, Artikel zu publizieren, die für linke Erzieher und Lehrer auf allen Ebenen des Bildungssystems relevant sind.
Die Zeitschrift berichtet über Pädagogik und das Curriculum sowie über Fragen der Erziehung, die mit Gender und Sexualität, Globalisierung, Rassismus und ähnlichen Themen verbunden sind. Sie versucht, die Ursprünge sozialer Ungleichheit zu untersuchen, und vertritt den Ansatz, Erzieher sollten zugleich Aktivisten sein, die für soziale Veränderungen kämpfen.
Jede Ausgabe hat ein Schwerpunktthema, dem die meisten Artikel gewidmet sind. Zu den Themen, die in der Vergangenheit behandelt wurden, zählen Teaching in a Time of War (‚Unterrichten in Kriegszeiten‘), Race in the Classroom (‚Rasse im Klassenzimmer‘) und Beyond Identity Politics (‚Jenseits von Identitätspolitik‘).
Außer Artikeln enthält Radical Teacher auch Buchbesprechungen, Tipps für den Unterricht und für Lehrkräfte relevante Nachrichten.